# Günther Gereke
Günther Gereke est un juriste et homme politique allemand, né le 6 octobre 1893 à Gruna (Province de Saxe) et mort le 1er juin 1970 à Neuenhagen (RDA).
Membre du DNVP, du CNBL et plus tard de la CDU, puis du GB/BHE, il occupe plusieurs postes sous la république de Weimar puis successivement en RFA et en RDA.

## Biographie

### Origine et études
Il est le fils d'un propriétaire terrien. Sorti de l'école secondaire en 1912, il étudie le droit, les sciences politiques et l'économie aux universités de Leipzig, de Munich, de Wurtzbourg et de Halle-Wittemberg. Il se porte volontaire au début de la Première Guerre mondiale mais est blessé. Il passe son examen de droit en 1915, obtient un doctorat en droit et en sciences politiques en 1916 à Würtzburg et enfin un autre titre juridique en 1918 à Berlin. Il débute ensuite une carrière dans l'administration.

### République de Weimar
En 1919, il devient administrateur du district de Torgau, et en même temps député DNVP de Saxe au Parlement prussien. En 1923, il quitte ses fonctions pour s'occuper du domaine familial, à Dübener Heide. Il fonde l'Association communautaire de Prusse, pour faire contrepoids à l'Association allemande des villes. Il présidente ensuite un district en Saxe puis devient professeur à l'université agricole de Berlin. Il s'est engagé dans le Stahlhelm, Bund der Frontsoldaten.
De mai 1924 à 1928, il est député du Reichstag, en tant que membre du DNVP. Il rejoint après le CNBL, dont il devient un vice-président. Il est président de la Communauté rurale allemande tags, mandataire de la province de Saxe, membre suppléant du Conseil d'État de Prusse et membre du Conseil économique du Reich. Comme vice-président, il représente le CNBL de 1930 à 1932 au Reichstag. En 1932, il est président du comité bipartite pour aider l'élection de Paul von Hindenburg en tant que président. Il est également membre du parlement provincial de la province prussienne de Saxe. Sous le gouvernement du chancelier Heinrich Brüning, il est commissaire d'État des Travaux publics. Il participe activement aux plans des programmes de création d'emplois, qui sont aussi repris sous la période nazie. Le chancelier Kurt von Schleicher le garde dans son cabinet comme commissaire du Reich pour la création d'Emplois, ainsi que le chancelier Adolf Hitler, pour seulement quelques mois.

### Troisième Reich
En mars 1933, il est arrêté pour un présumé détournement de fonds commis en 1932 dans son service. Il est accusé d'avoir dilapidé des fonds dévolus à l'élection présidentielle de 1932. Son avocat est Carl Langbehn ; il est condamné à deux ans et demi de prison. En 1936, il est de nouveau arrêté. Après sa libération, il est placé sous surveillance policière. Après la tentative d'assassinat du 20 juillet 1944 contre Adolf Hitler, il est placé pour une troisième fois en détention.

### Après la guerre
Après la fin du IIIe Reich, il est nommé en 1945 par l'occupant soviétique, dans le gouvernement provincial de Saxe-Anhalt, en tant que ministre de l'Intérieur. Il rejoint ensuite la CDU et est plus tard élu président du parti en Hanovre. Le 9 décembre 1946, il est nommé ministre de l'Intérieur et vice-Premier ministre de Basse-Saxe. Du 9 juin 1948 au 21 juin 1950, il sert comme ministre de l'Agriculture de Basse-Saxe.
Déjà en 1946, Konrad Adenauer avait exprimé des réserves sur le choix de Günther Gereke raison de son implication dans le scandale financier de 1932. Les deux s'opposent plus tard sur des questions politiques. Günther Gereke parle du gouvernement fédéral comme « la colonne du gouvernement ».
Au début des années 1950, il donne des conférences à partir d'un groupe de travail ouest est-allemand sur l'agriculture et les forêts, avec Walter Ulbricht. Il est poussé à la démission et le retraite par Adenauter, en juin 1950. Le 5 octobre 1950, il devient membre de la BHE, puis quitte le parti. En novembre 1950, il fonde le Parti socialiste allemand (DSP). Lors de l'élection de Basse-Saxe en 1951, le DSP remporte 1,1 % des voix et un siège, qu'il a occupe jusqu'au 26 février 1952.
Il est ensuite critiqué en 1951 par une campagne d'affiches qui le décrit comme à la solde de l'URSS. Des prospectus indiquent : « Vous votez Gereke, vous sélectionnez Moscou ». Il riposte contre l'instigateur de cette campagne de dénigration, Jürgen Hahn-Butry, lequel est condamné à trois mois de prison. Les frais juridiques de ce-dernier auraient alors été pris en main par le chancelier Adenauer[réf. nécessaire]. Le 26 juillet 1952, il rejoint la RDA. Il a justifié sa conversion par ses différents irréconciliables avec la politique de Bonn et la campagne de la Ligue populaire pour la paix et la liberté de Jürgen Hahn Butry et Eberhard Taubert (de). En RDA, il s'engage dans la propagande contre la RFA et son adversaire Adenauer. Il a été président du Comité de district du Front national dans le district de Francfort (Oder). En outre, il se consacre de 1953 à 1969 à l'élevage de chevaux, en tant que président de la Société d'élevage.